# Hemidactylus granchii
Hemidactylus granchii este o specie de șopârle din genul Hemidactylus, familia Gekkonidae, descrisă de Lanza 1978. Conform Catalogue of Life specia Hemidactylus granchii nu are subspecii cunoscute.